# Davit Ashvetia
Pas d'image ? Cliquez ici

a Compétitions nationales et continentales officielles uniquement.

b Matchs officiels uniquement.
Dernière mise à jour le 15/05/2017.
Davit Ashvetia (en géorgien : დავით აშვეთია) est un joueur de rugby à XV géorgien, né le 16 mai 1975 en Géorgie. Il compte 4 sélections en équipe de Géorgie, évoluant au poste de pilier (1,80 m pour 114 kg).

## Carrière

### En club
- 2001 - 2003 : RC Nîmes
- 2003 - 2004 : ASM Clermont
- 2004 - 2006 : US Montauban
- 2006 - 2007 : Racing Métro 92
- 2007 - 2009 : US Oyonnax
- 2009 - 2016 : RC Massy Essonne

### En équipe nationale
Il a honoré sa première cape internationale en équipe de Géorgie le 3 mai 1998 contre l'équipe d'Ukraine.

## Palmarès

### En club
- Champion de France de Pro D2 : 2005

### En équipe nationale
- 4 sélections en équipe de Géorgie entre 1998 et 2007.